# 瑪格麗特·西貝拉·布朗
瑪格麗特·西貝拉·布朗（Margaret Sibella Brown；1866年3月2日－1961年11月16日）是加拿大業餘苔蘚學學家，專門研究新斯科舍省本土的苔蘚和地錢。在其職業生涯早期，她參與採集泥炭蘚作為外科敷料，用於第一次世界大戰期間棉花短缺時的替代品。戰後，她研究來自世界各地的苔蘚，在歐洲、加勒比地區、美國以及她的祖國加拿大採集標本。她在學術期刊上發表了多篇論文，部分基於她自己採集的材料，部分則是對其他研究者採集樣本的分類編目。她採集的標本現收藏於北美和歐洲多個主要植物標本館。
布朗出生於上流社會家庭，在哈利法克斯、斯圖加特和倫敦接受教育。儘管缺乏正規的科學訓練，她因其對苔蘚植物學的貢獻而獲得認可，並被視為新斯科舍苔蘚和地錢研究的權威。84歲時，布朗在婉拒阿卡迪亞大學授予的博士學位後，獲頒榮譽文學碩士學位。她於1961年在哈利法克斯的家中去世，享年95歲。2010年，她被追授進入新斯科舍科學名人堂。

## 家庭與早年生活
瑪格麗特·西貝拉·布朗於1866年3月2日出生於新斯科舍省雪梨礦區，父母是芭芭拉（娘家姓戴維森，1842-1898）和理查·亨利·布朗（1837-1920）。瑪格麗特和她的雙胞胎妹妹伊莉莎白是五個孩子中最年長的，後面還有安妮、理查和莉蓮。他們住在一棟名為「山毛櫸山」的房子裡，這棟房子由他們的祖父於1826年建造；這裡一直是布朗家族的住所，直到1901年。
理查·亨利是當地通用礦業協會煤礦的總經理，他的父親理查（1805-1882）也曾擔任此職。老理查是倫敦地質學會和皇家地理學會的會員，並撰寫了幾本關於布雷頓角島歷史和該地區煤炭工業的書籍。
布朗的早期教育是在哈利法克斯的聖公會女子學校和國王學院大學完成的，並獲得文學士學位。隨後，她於1883年至1884年就讀於德國斯圖加特的英德學院（一所精修學校），之後在倫敦學習法語和瓷器繪畫。1885年返回新斯科舍後，她在維多利亞藝術與設計學院（現新斯科舍藝術與設計大學）學習。布朗終身未婚。在關於新斯科舍早期家族的傳記中，瑪麗·拜爾斯寫道："一位後人聲稱，布朗家族在雪梨礦區的崇高社會地位可能使他們難以找到合適的配偶。"

## 科學生涯
作為一名苔蘚學家，布朗主要收集和分類新斯科舍省本土的苔蘚和地錢。在2024年的一篇專著中，巴斯奎爾等人表示：「布朗極大豐富了新斯科舍苔蘚植物的知識，記錄了數十個新物種和數百個已知物種的新分布地點」。她的大部分工作是在布雷頓角進行的，但她也在千里達、波多黎各、西班牙、法國和牙買加採集標本，與紐約植物園聯合創始人納撒尼爾·布里頓
、其妻子兼美國苔蘚地衣學會聯合創始人伊莉莎白·格特魯德·布里頓，以及英國植物學家約瑟夫·愛德華·利特爾合作採集標本。1922年1月，布朗與布里頓夫婦一同前往波多黎各科阿莫溫泉考察。他們在4月返回後發表於《紐約植物園期刊》的考察報告詳細記錄了"包含1304個野外編號的約4000份標本"。此行發現的一種草本植物「瑪格麗特冷水花」（Pilea margarettae）以她的名字命名。

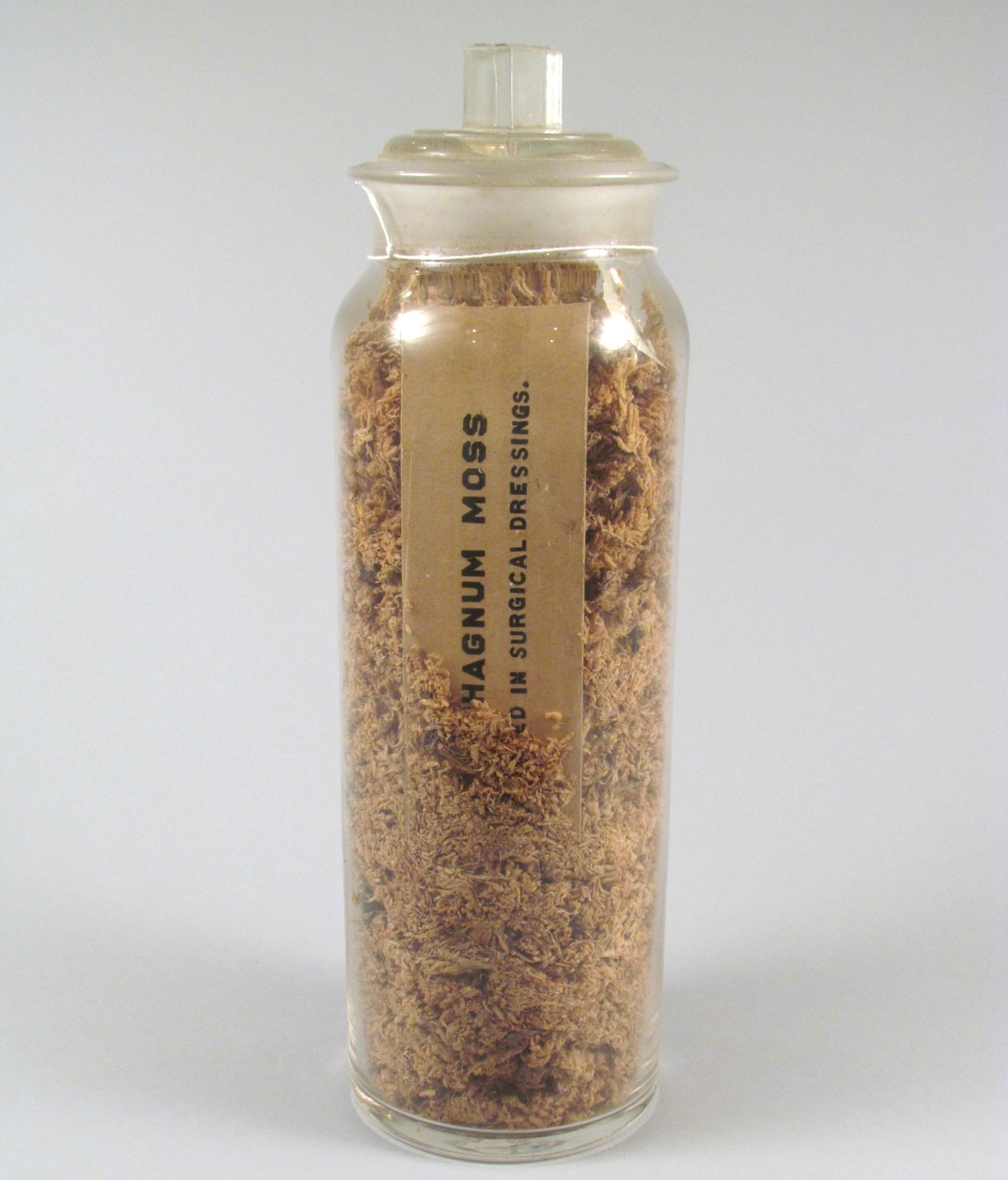
用作外科敷料的泥炭蘚樣本

在布朗生活的時代，女性科學家並不常見。她的科學生涯始於第一次世界大戰期間，當時她擔任加拿大紅十字會哈利法克斯分會的榮譽秘書，並作為志願救護隊護士服務。由於棉花短缺無法製作外科敷料，人們開始探索使用泥炭蘚作為替代品。泥炭蘚自青銅時代就被用作敷料，在戰爭期間被廣泛使用，因為人們觀察到它能抑制氣性壞疽的發展。當時認為這種抑制作用源於苔蘚吸收液體的能力（是其自身重量的25倍，是棉花的3-4倍），但現代研究表明，苔蘚含有一種多糖，能幹擾細菌生長並與其產生的毒素發生反應。
多倫多大學植物形態學教授羅伯特·博伊德·湯姆森請布朗負責新斯科舍的苔蘚採集工作，加拿大最適合此用途的物種分佈於不列顛哥倫比亞省和新斯科舍。布朗和湯姆森在阿里謝開展了一個項目，生產處理過的苔蘚用於傷口敷料和救護床墊。此後，她至少發表了八篇相關科學論文。

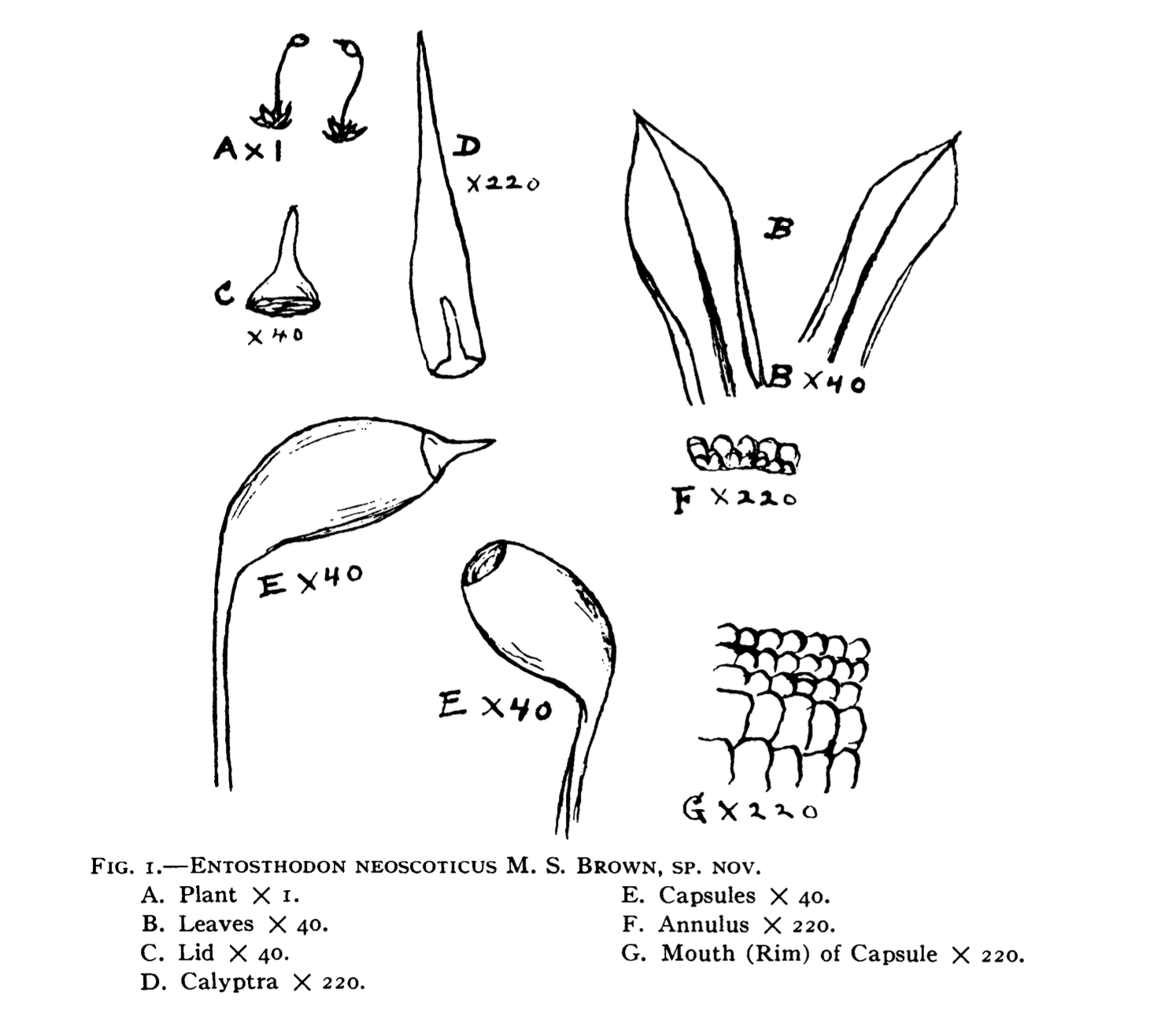
布朗1932年論文中新斯科舍壺蘚的素描

她最早已知的論文是1924年對喬治亞州托馬斯維爾冬季地錢的調查，發表於《苔蘚學家》期刊，當時她已58歲。1932年的一篇論文描述了一個新苔蘚物種「新斯科舍壺蘚」，這是她1928年在佩姬灣採集的，但1955年克魯姆和安德森將其重新鑑定為「蘭迪氏叢蘚」。1936年，她發表了一份新斯科舍苔蘚和地錢的詳盡目錄，列出了自七年前上次報告以來發現的25個新物種。1937年的一篇論文對自然學家威廉·培根·埃文斯在敘利亞採集的苔蘚樣本進行了分類。
布朗是苔蘚交換俱樂部（現英國苔蘚學會）和沙利文苔蘚學會（現美國苔蘚地衣學會）的成員。她曾任哈利法克斯花卉學會主席。在1950年的一次採訪中，布朗將自己的職業描述為實用植物學家：
你只需要找到這些小東西帶回家，放在玻璃下分類...它們都必須分類，當然有些不用顯微鏡根本看不見。
她堅持認為這只是她的愛好，儘管是全職投入。談到發現「新斯科舍壺蘚」時，她說：
我發現它生長著，看起來有點特別，就帶回家。我們用『新斯科舍』命名，因為它是本省特有。

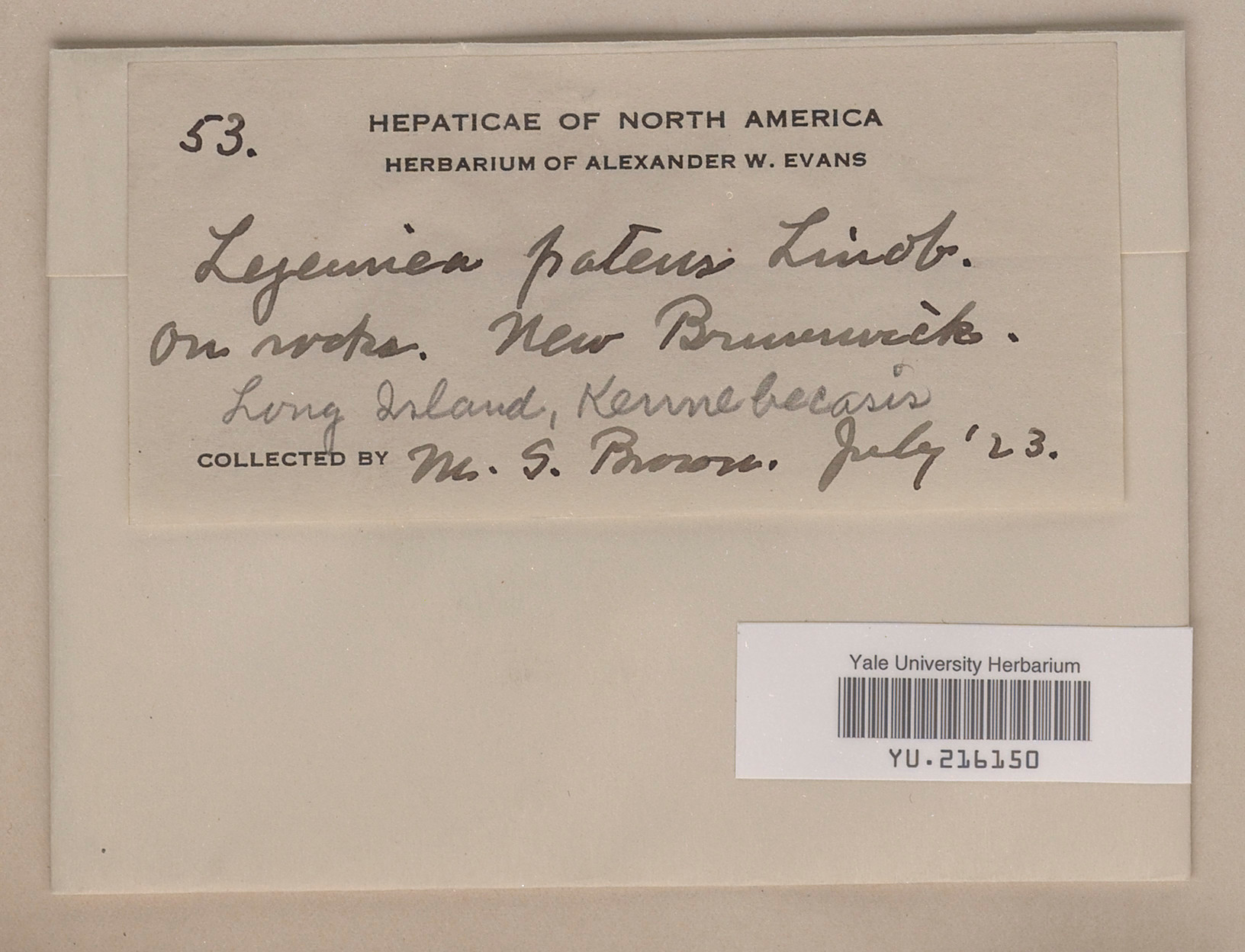
耶魯大學標本館目錄卡片，上寫Lejeunea patens Lindb. / 岩石上。新不倫瑞克省 / 肯尼貝凱西斯長島 / （採集者）M·S·布朗，1923年7月

阿卡迪亞大學的E·C·史密斯標本館收藏了她的1779份苔蘚、858份地錢和53份地衣標本。加拿大其他收藏她標本的機構包括戴爾豪斯大學、新不倫瑞克博物館、新斯科舍自然史博物館和亞伯達大學的德文郡植物園。在加拿大以外，布朗的標本收藏於紐約植物園，耶魯大學標本館，以及哈佛大學標本館在美國的館藏中，還有倫敦的大英博物館。

## 榮譽
1950年5月16日，阿卡迪亞大學授予84歲的布朗榮譽文學碩士學位；她婉拒了該校提供的博士學位。畢業典禮手冊指出，她「可能是濱海諸省苔蘚和地錢研究的首要權威」。授予這一學位是為了表彰布朗將她的苔蘚植物收藏捐贈給大學，這是在她的學生約翰·厄斯金的建議下完成的，也是「對她長期專注於這一專業領域的認可」。在1993年的一篇論文中，布魯斯·巴格內爾等人將布朗和厄斯金描述為「兩位熱忱的新斯科舍業餘苔蘚學家」，新斯科舍自然史博物館表示他們「都對新斯科舍苔蘚植物的研究做出了重要貢獻」。1968年，作為新斯科舍博物館策展助理的厄斯金寫道：
在接下來的二十五年間（約1922-1951年），瑪格麗特·S·布朗女士持續這項工作（新斯科舍苔蘚的研究），她的足跡遍及全省各地，任何在這四分之一世紀中學習苔蘚知識的人都深深受惠於她的學識與善意。
1934年，布朗因籌集資金幫助維多利亞藝術與設計學院遷至新校區而獲得該校榮譽文憑。她後來擔任校董會成員和教育委員會委員。在1976年美國苔蘚地衣學會年會的特邀論文中，布朗被列為「北美重要的苔蘚學家和採集者」之一，指出她是「對苔蘚學產生最持久影響」的人之一。2010年，她被追授進入新斯科舍科學名人堂。

## 逝世
布朗因慢性支氣管炎引發的支氣管肺炎於1961年11月16日在哈利法克斯家中去世。關於確切日期存在分歧：多數資料記載為11月15日，但她的死亡證明顯示為11月16日。享年95歲時，她是新斯科舍科學院最年長的在世會員。

## 著作
- Brown, Margaret S. . The Bryologist. 1924, 27 (2): 31–34. JSTOR 3237493. doi:10.2307/3237493.
- Brown, Margaret S. . The Bryologist. 1929, 32 (3): 50–56. JSTOR 3237635. doi:10.2307/3237635.
- Brown, Margaret S. . The Bryologist. 1932, 35 (2): 17–18. JSTOR 3239791. doi:10.2307/3239791.
- Brown, Margaret S. . The Bryologist. 1936, 39 (6): 124–126. JSTOR 3239379. doi:10.2307/3239379.
- Brown, Margaret S. . The Bryologist. 1937, 40 (5): 84–85. JSTOR 3239666. doi:10.2307/3239666.
- Brown, Margaret S. . The Canadian Field-Naturalist (Ottawa Field-Naturalists’ Club). 1940, 54 (1): 44. doi:10.5962/p.340208 .
- Brown, Margaret S. . The Bryologist. 1946, 49 (3): 102–104. JSTOR 3239566. doi:10.2307/3239566.
- Brown, Margaret S. . The Bryologist. 1951, 54 (3): 209–213. JSTOR 3240305. doi:10.2307/3240305.

## 備註

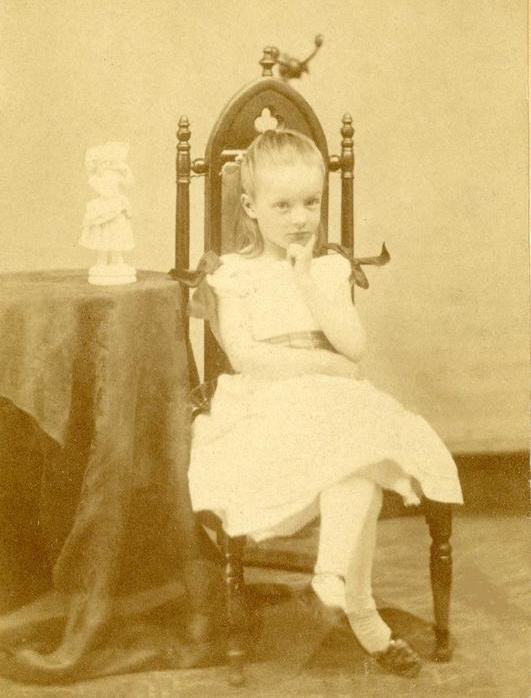
布朗，7歲

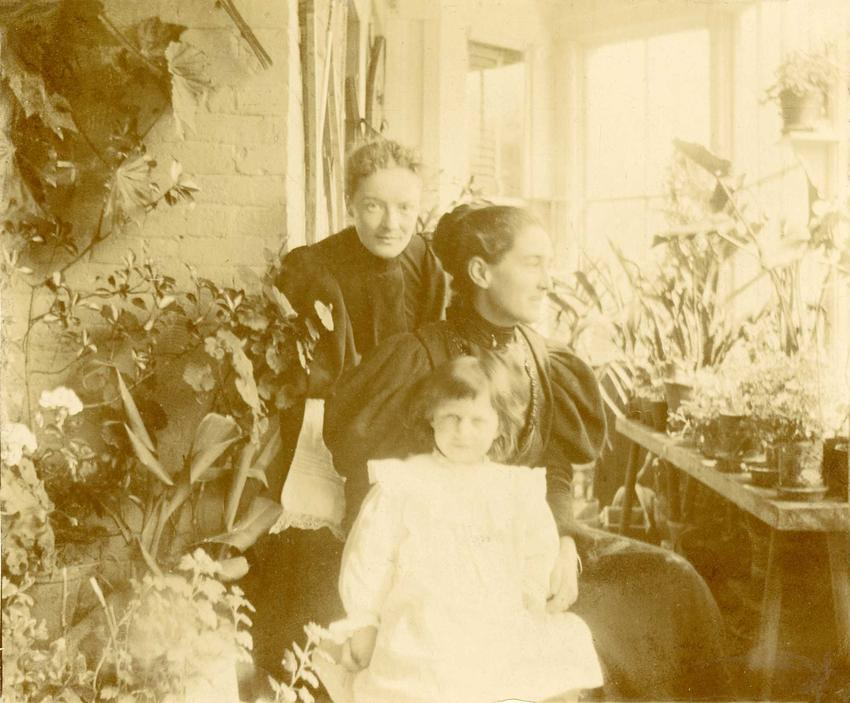
布朗和她的雙胞胎妹妹伊莉莎白與一名身份不明的孩子

1. ↑  布朗的中間名在不同資料中有Sibella、Sybella或Sebella等拼寫變體。雖然她的死亡證明使用Sebella，但本文採用Sibella，因為這是在談論她科學生涯的資料中最常見的拼寫。[2]
2. ↑  野外編號標識在特定時間地點採集的一組標本。[14]
3. ↑  「濱海」可能指加拿大海洋省份。
4. ↑  Muscology是研究苔蘚的罕用術語，源自拉丁文muscus。[35]

## 延伸閱讀
- 瑪格麗特·西貝拉·布朗於Bionomia的頁面。
- . GLOBAL Bryophyte & Lichen TCN Project., Zwingelberg, Miranda.  (mp4) (Video). 2023-08-25.
- . Beaton Institute Digital Archives （英语）.
- . Beaton Institute Digital Archives.
- Erskine, J. S.  (PDF). Halifax: Nova Scotia Department of Education. December 1956.